# Chlorek manganu(III)
Chlorek manganu(III), MnCl
3 – nieorganiczny związek chemiczny, sól kwasu solnego i manganu na III stopniu utlenienia.

## Otrzymywanie
Można go otrzymać w wyniku reakcji chlorowodoru z zawiesiną tlenku manganu(IV) w etanolu w temperaturze −63 °C lub w CCl
4 w −10 °C. Alternatywną metodą jest reakcja chlorowodoru z Mn(OAc)
3 w −100 °C.

## Właściwości
Jest trwały poniżej −40 °C/−35 °C. W wyższych temperaturach rozkłada się do MnCl
2 z wydzieleniem chloru. Jest wrażliwy na wilgoć. Rozpuszcza się w polarnych rozpuszczalnikach organicznych, np. w alkoholach i eterach; w postaci takich roztworów jest stabilniejszy termicznie. Z amoniakiem, aminami, pirydyną itp. związkami azotu tworzy związki kompleksowe.